# Longeole

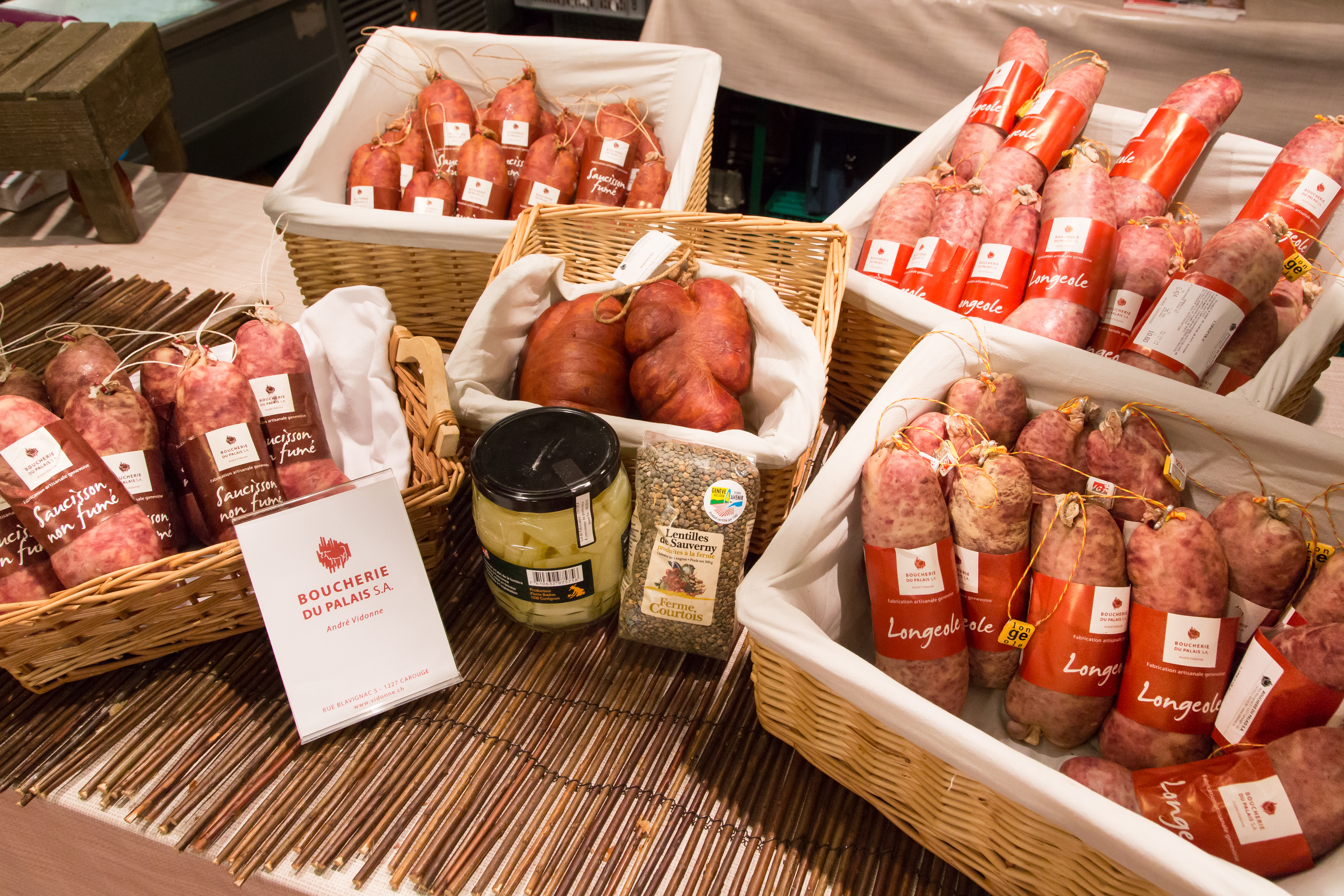
Verschiedene Schweizer Saucissons, Longeole rechts im Bild

Die Longeole ([lɔ̃.ʒol], Genfer Saucisson) ist eine traditionelle Rohwurst aus dem Kanton Genf, die seit 2009 die vom Bundesamt für Landwirtschaft verliehene Zertifizierung Indication géographique protégée (IGP) (geschützte Herkunftsbezeichnung) trägt.

## Geschichte
Die Longeole geht vermutlich auf die nach Genf geflüchteten Hugenotten aus der Dauphiné zurück. Der Überlieferung nach sei sie vom Mönch Père Longeot erfunden worden, der zur normalen Wurstmasse Fenchelsamen und Schwarte zugegeben haben soll. Erstmals schriftlich belegt ist die Longeole in einem Genfer Kochbuch von 1820. Seit 1930 organisieren die Genfer Gemüsebauern und der Genfer Metzgerverband jährlich gemeinsam die Journée de la Longeole.

## Herstellung
Die Longeole wird ausschliesslich aus Schweizer Schweinefleisch hergestellt (Verhältnis Schweinefleisch – Hals- oder Nackenspeck – rohe Schwarte 1:1:1) und mit ganzen Fenchelsamen, Pökelsalz und weissem Pfeffer gewürzt. Daneben dürfen optional auch Weisswein, Knoblauch, Zwiebeln, Koriander und Muskat zugegeben werden, solange das Fenchelaroma in der fertigen Longeole vorherrschend bleibt. Andere Zutaten sind nicht gestattet. Die Wurstmasse wird anschliessend in Schweine- oder Rinderdarm abgefüllt, wodurch die Longeole ihre längliche Form erhält. Danach wird sie abgetropft und bei Raumtemperatur während mindestens zwölf Stunden umgerötet, aber nicht geräuchert. Das Verkaufsgewicht der fertigen Longeole beträgt zwischen 250 und 650 Gramm.

## Zubereitung
Da die Longeole rohe Schwarte enthält, muss sie vergleichsweise lange gegart werden. Normalerweise wird sie für zweieinhalb bis drei Stunden in heissem Wasser pochiert und mit einem Gratin aus Genfer Cardon Epineux serviert.